# The Guitar That Changed the World!
The Guitar That Changed the World! è il primo album come solista di Scotty Moore, pubblicato dalla Epic Records nel 1964.

## Tracce
Lato A
1. Hound Dog – 2:08 (Jerry Leiber, Mike Stoller)
2. Loving You – 2:25 (Jerry Leiber, Mike Stoller)
3. Money Honey – 2:13 (Jesse Stone)
4. My Baby Left Me – 2:16 (Arthur Big Boy Crudup)
5. Heartbreak Hotel – 2:41 (Mae Boren Axton, Tommy Durden, Elvis Presley)
6. That's All Right – 2:24 (Arthur Big Boy Crudup)

Durata totale: 14:07
Lato B
1. Milk Cow Blues – 2:23 (Kokomo Arnold)
2. Don't – 2:44 (Jerry Leiber, Mike Stoller)
3. Mystery Train – 2:19 (Junior Parker, Sam Phillips)
4. Don't Be Cruel – 2:04 (Otis Blackwell)
5. Love Me Tender – 2:46 (Vera Matson, Elvis Presley)
6. Mean Woman Blues – 2:15 (Claude DeMetruis)

Durata totale: 14:31

## Musicisti
- Scotty Moore - chitarra
- Jerry Kennedy - chitarra
- Bill Pursell - pianoforte
- Boots Randolph - sassofono
- Bob Moore - contrabbasso
- Buddy Harman - batteria
- D.J. Fontana - batteria
- The Jordanaires (gruppo vocale) - accompagnamento vocale, cori